# 杜集镇 (长丰县)
杜集镇，原为杜集乡，是中华人民共和国安徽省合肥市长丰县下辖的一个乡镇级行政单位。2018年撤乡设镇。区划代码改为340121111。

## 行政区划
杜集镇下辖以下地区：
隆兴社区、沛河社区、邱集社区、杜集社区、团结村、胜利村、刘兴村、大李村、东黄村、何岗村、义合村、庙后村、高祠村、迎新村、陈岗村、新星村、振兴村和沛兴村。